# Claes Britton
Claes Britton, född 14 januari 1963 i Stockholm, är en svensk författare och journalist.

## Biografi
Britton växte huvudsakligen upp på Östermalm i Stockholm med avbrott för några perioder i London och Los Angeles. Han läste litteraturvetenskap och gick sedan journalistlinjen vid Stockholms universitet. Sedan följde arbete som journalist på Dagens Nyheter men senare övergick han till att skriva för magasin som Z, CliC och Café.
Mellan 1993 och 2002 utgav han tillsammans med hustrun Christina Sollenberg Britton mode- och livsstilsmagasinet Stockholm New. Makarna driver reklambyrån BrittonBritton i Stockholm med inriktning på mode, konst, livsstil och design. År 2013 utgav paret Britton boken Stockholm New, med material från magasinet med samma namn, samt nyproducerat material. I samband med utgivningen av boken producerade man även utställningen Stockholm New — nationalromantik från dubbla sekelskiften: modefotografi möter måleri på Thielska galleriet i Stockholm.
År 2010 gav Britton ut boken Min mamma är död, som beskriver förlopp och reaktioner när hans mor Mona Britton 2006 drabbades av en smärtsam cancersjukdom och avled efter tre månader.
År 2016 lanserade Claes Britton, i samarbete med Albert Bonniers Förlag, webbplatsen En svensk gonzo med 24 texter i en försvenskad variant av den amerikanska litterära skolan gonzojournalistik som Britton skrev 1994–2016.
År 2022 publicerade Britton biografin Pontus Hultén — den moderna konstens anförare (Albert Bonniers Förlag) över museimannen Pontus Hultén. Biografin är resultatet av nio års research- och skrivarbete och bygger bland annat på mer än 200 intervjuer i 11 länder. Boken nominerades 2022 för Augustpriset och belönades 2023 av Svenska Akademien med Axel Hirschs pris. År 2025 utgavs boken i engelskspråkig upplaga under titeln Pontus Hultén — Commander of Modern Art (Verlag der Buchandlung Walther und Franz König, Köln/CCS Bard). 
Claes Britton är sedan 1990-talet engagerad i debatten om svensk arkitektur och stadsplanering och skriver om dessa ämnen i främst Dagens Nyheter.

### Familj
Claes Britton är gift med art directorn Christina Sollenberg Britton. Han är son till professorerna Sven Britton och Mona Britton, bror till professorn Tom Britton, sjukssköterskan Opokua Britton och barnmorskan och influeraren Asabea Britton.